# الأمير أنتون من هوهنتسولرن-سيغمارينغن
الأمير أنتون من هوهنتسولرن-سيغمارينغن (بالألمانية: Anton von Hohenzollern )‏ (و. 1841 – 1866 م) هو جندي، من ألمانيا، ولد في زيغمارينغن، توفي عن عمر يناهز 25 عاماً.

## جوائز
حصل على جوائز منها:
- وسام الاستحقاق.